# 二战期间同盟国海军对日炮击
二战期间同盟国海军对日炮击是指在第二次世界大战结束前的最后几週裡，以美国海军、英国皇家海军和新西兰皇家海军军舰组成的盟军海军舰队对日本本土面向太平洋的沿海地区城市及工业设施进行的炮击。炮击对数个工业设施目标造成了严重破坏并波及了附近的居民区，共造成1,739名日本人丧生，逾1,497人受伤。整个过程中，日本军隊并未尝试攻击盟军舰队，参戰军舰均完好无损。

## 背景
在太平洋战争中，美军的快速战列舰主要为航空母舰护航。而正是这些航母构成了美国太平洋舰队的打击力量。只有在少数情况下，战列舰才被用来炮击日军近岸目标或是与日本舰队直接对战。:17:193–194
到1945年年中，日本本土的城市及工业设施大多遭受了来自马里亚纳群岛起飞的B-29轰炸机的持续轰炸。而美军航母也在1945年分步对日本本土目标进行打击。以致日军战机不得不时刻待命以防备美军空袭。同时，盟军飞机、潜艇及水面舰艇的联合打击也切断了日本多数航运线。迫于燃料短缺，日本帝國海軍幸存下来的军舰只能在港中锚泊。:4–6:53–54而另一方面，战前日本军方经评估后认为岸炮与本国现状不相适应。结果就是，在二战中，只有少数几个有战略意义的港口拥有岸炮保护，而其中大多数还都是小口径火炮。:8–13
实际上，此时的日本沿海防御薄弱，盟军舰队可以放心地在近海执行任务。

## 炮击行动

### 釜石第一次
1945年7月1日，第三舰队在哈尔西上将的指挥下自莱特湾出发，进击日本本土。哈尔西计划使用战列舰及巡洋舰炮击日本沿海的军事设施及工厂。为此，美国海军潜艇在近海水域探查水雷布设情况。同时，美国陆航的B-29和B-24对日本本土大部分地区进行照相侦查，搜寻机场及其他设施。为海军之后的炮击做准备。:37–38
7月10日，第三舰队主力——第38特混舰队（TF 38）在老约翰·S·麦凯恩中将的率领下开始炮击日本目标。当天，特混舰队中的航母放出飞机空袭东京周围目标。随后，舰队转向北方，在14日对北海道和本州北部展开突袭。这些地区处于B-29轰炸机的航程之外，此前并未遭受过攻击。空袭中，美军遭遇日方轻微抵抗，共击沉军用舰船11艘、商船20艘，击毁飞机25架，另击伤军用舰船8艘、商船21艘。:310–312其中，第48号驱潜艇在釜石遭美军舰载机袭击沉没。:74

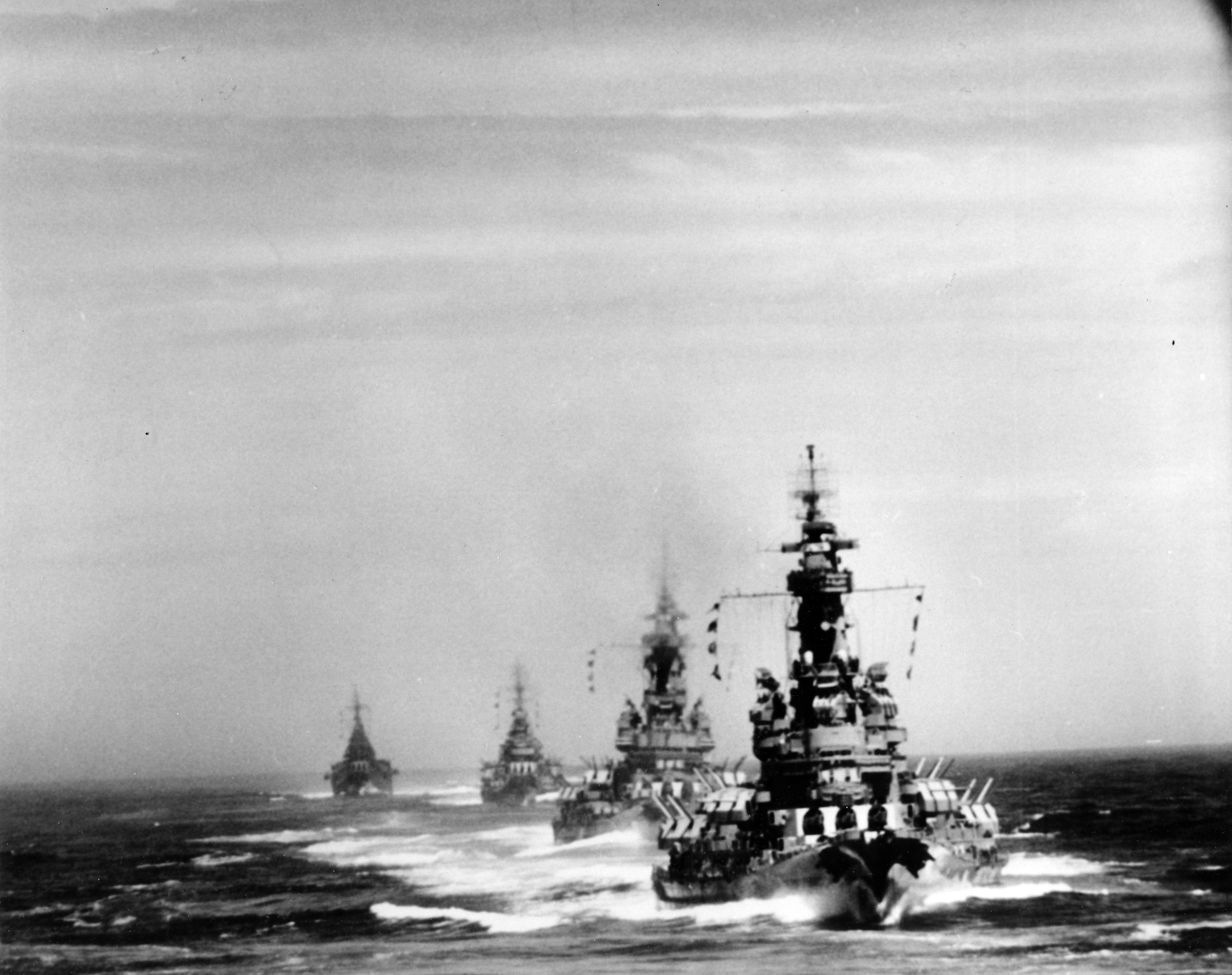
1945年7月14日，逼近釜石中的TU 34.8.1特遣隊。

7月14日，在空袭的配合下，盟军在北海道及本州北部地区展开对沿海城市的首轮炮击。海军少将小约翰·F·萨弗斯（John F. Shafroth Jr.）指挥的第34特混编队第8分舰队第1特遣队（TU 34.8.1，包括战列舰南达科他号、印第安纳号、马萨诸塞号，重巡洋舰昆西号、芝加哥号及九艘驱逐舰:313）脱离TF 38前去炮击釜石的日本制铁釜石制铁所。当时，釜石人口约四万，却拥有全日本最大的钢铁厂。:312:218但因缺少焦煤及其他原料，该厂此时仅以不到最大产能一半的产能进行生产。而部分盟军战俘就被遣至铁厂服劳役，集中生活在釜石市内的两个战俘营内。:262
12時10分，编队在29000码外对铁厂开火。随后编队靠近城市，但因近海未扫雷，而始终未驶过100噚水深线。炮击持续约2个小时。期间，编队在釜石港入口前6次通场，共发射802发16英寸（406毫米）炮弹、728发8英寸（203毫米）炮弹和825发5英寸（127毫米）炮弹。尽管大部分炮弹都落在厂区内，但爆炸时引发的冲击波导致城区起火。大火的浓烟阻止了美军飞机校射。炮击中，日军战机及岸炮并未还击。:313:218事后，美军飞机对铁厂进行照相侦查，照片判读员低估了铁厂的毁损情况，认为厂区建筑并未受损。这也是首次使用照相侦察研判海军炮击后的战果。:218–219战后，盟军了解铁厂遭严重破坏，被迫停产数周，直接导致损失了四周的生铁产量和两个半月的焦炭产量。:313日方共有423名平民身亡。此外，5名盟军战俘在炮击中丧生。:207

### 室兰

1945年7-8月间，盟军海军炮击与舰载机空袭的主要目标。

7月14/15日夜，另一支攻击部队第34特混舰队第8分舰队第2小队（TU 34.8.2）脱离TF 38攻击北海道东南部的沿海城市——室兰。TU 34.8.2包括美国海军的衣阿华号战列舰、密苏里号战列舰、威斯康星号战列舰、轻巡洋舰亚特兰大号、代顿号和八艘驱逐舰，由海军少将奥斯卡·C·白吉尔（Oscar C. Badger II）指挥。:313–314:219哈尔西上将乘密苏里舰随行。:343本次炮击的主要目标是位于室兰的日本制钢所室兰制作所及日本制铁轮西制铁所。:218当夜，另有一支由四艘巡洋舰及六艘驱逐舰构成的编队试图对本州东海岸的造船设施发起攻击，但并未找到目标。:43–44
TU 34.8.2的炮击在15日破晓时分发起。三艘战列舰在28000至32000码的距离上对目标共发射了860发16英寸炮弹。但因当地雾霾天气影响，导致飞机难以确认炮弹落点以校正火力，最终只有170发炮弹落入厂区。尽管如此，目标还是遭受了相当大的破坏，造成焦炭生产瘫痪两个半月，还轻微影响了生铁生产。炮击对市内建筑物的影响同样巨大。与对釜石的炮击一样，对炮击后照片的判读低估了破坏的规模。:219:314六小时的炮击过程中，从岸上可以轻易辨认出编队的位置。舰队时刻面临着日军空袭的威胁，以致哈尔西上将事后写道，这是他一生中最漫长的几小时。但实际上，日军并未试图攻击美军舰队。这使哈尔西上将相信，日军正保存实力以抵抗日后盟军登陆日本本土。:34315日当天，自TF 38起飞的美军战机也袭击了北海道和本州北部地区，摧毁了一支来往于两地的运煤船队。:312

### 日立
对北海道和本州北部的攻击在7月15日结束。随后，TF 38驶离日本海岸重新补给燃料，并与英国太平洋舰队的主力回合。后者此时已被编为第37特混舰队（TF 37）。:3147月17日晨，盟军航母共同对东京北部的目标实施打击。当天稍晚时候，TU 34.8.2与英王乔治五世号战列舰及两艘为其护航的驱逐舰脱离航母编队对东京东北约130公里的日立发动打击。这只编队现在包括美军战列舰衣阿华号、密苏里号、威斯康星号、北卡罗来纳号、亚拉巴马号，英军战列舰英王乔治五世号，美军轻巡洋舰亚特兰大号、代顿号，八艘美军驱逐舰和两艘英军驱逐舰，仍由白吉尔少将指挥。此外，英舰独立于美舰，由英国人单独指挥，驶在美舰编队后方。:314:220同样，哈尔西上将乘密苏里舰随行。
炮击发生于7月17/18日夜。这次，因雨雾天气影响，不仅炮火校正飞机不能起飞，连定位目标都十分困难。但编队这回得到了舰载机的空中掩护。:22017日23:10分，炮击开始，由雷达和LORAN定位。:220–221目标是市内的九处工业设施。到次日凌晨1:10炮击停止为止，美军战列舰共发射1238发16英寸炮弹。英军战列舰发射14英寸（356毫米）炮弹267发。两艘轻巡也对日立南郊的雷达电子仪器厂发射了292发6英寸（155毫米）炮弹。本次炮击射击距离为23000至35000码。:220–221:316
炮击对日立破坏有限。九个目标中，仅有三处被命中，对市内工业区影响“极小”。相反，炮击对城区及基础设施有相当程度的破坏。紧接着炮击，次夜（18/19日夜），美军B-29又对日立发动空袭，共摧毁了城区的79%。:221事后，美国海军官方正史中曾叙述道，对于日本平民而言，炮击比空袭更可怕。:316

### 野岛崎与潮岬
7月18日，TF 37与TF 38对东京地区实施了一次更远的空袭，尝试击沉在横须贺停泊的日本战列舰长门号。:221当夜，由海军少将J·卡里·琼斯（J. Cary Jones）指挥的第17巡洋舰支队（Cruiser Division 17，包括轻巡洋舰阿斯托里亚号、帕萨迪纳号、斯普林菲尔德号、威尔克斯-巴里号）及六艘驱逐舰炮击了房总半岛最南端野岛崎的一个雷达站。五分钟内共发射6英寸炮弹240发，但没有命中记录。:313:316:222
空袭结束后，TF 37与TF 38在海上进行补给，自21号持续到23号，为数天后的吴港空袭做准备。:222–223在24/25日夜巡逻纪伊水道时，琼斯少将的编队顺便炮击了位于和歌山县串本町的串本海军水上飞机基地、潮岬附近的着陆场和一个雷达站。攻击仅持续四分钟，未造成什么破坏。:221–222:331

### 滨松
7月29日，此前炮击釜石的美军编队与编为第37特混舰队第1分舰队第2特遣隊（TU 37.1.2，包括战列舰英王乔治五世号和三艘U级驱逐舰）的英军编队脱离舰队主力炮击滨松。滨松此前已经因空袭而遭极大破坏。:224
英舰与美舰分别各自确定目标。英王乔治五世号于23時19分向20075码外的日本乐器制造株式会社的2号厂房开火。该厂战时已转为生产飞机螺旋桨。27分钟内发射14英寸炮弹265发，期间使用飞机校射。但对生产设施没造成什么破坏。同时，马萨诸塞号也只有数发炮弹命中了1号厂房。尽管实际破坏微不足道，但事后炮击引发的旷工还是导致工厂停产。美舰还炮击了铁道省滨松工机部及其他三处工业设施。滨松工机部事后停产三个月。其余三处工业设施，有两处在炮击前就已经停产，另一处未受炮击影响。舰队还试图破坏东海道本线上的两座桥梁及滨松站以瘫痪铁路运输。尽管炮击并未命中桥梁，但铁路基础设施却遭破坏，线路停驶66小时。炮击中，英艦水女神号一度向数队小船射击，而那些船很可能只是渔船。日军战机及岸炮并未还击。:224–225本次行动也是英国战列舰最后一次对敌方目标射击。:194–195

### 清水
另一次炮击开始发生在7月30日及31日夜間。是夜，J·W·路德维希（J.W.Ludewig）上校率领的第25驅逐艦戰隊（Destroyer Squadron 25，指挥官座舰约翰·罗杰斯号驱逐舰）在骏河湾海域搜寻日本舰船，但一无所获。于是在31日凌晨，該戰隊进入海湾，开始对清水市的一个铁路车厂和一家制铝厂炮击。炮击持续了7分钟，共向目标发射了1100发5英寸炮弹。尽管直接命中製铝厂，但该工厂早就因缺少原材料供应而停产。此外，炮击没有对车厂造成任何损失。:222:322行动未获任何大的战果。

### 釜石第二次

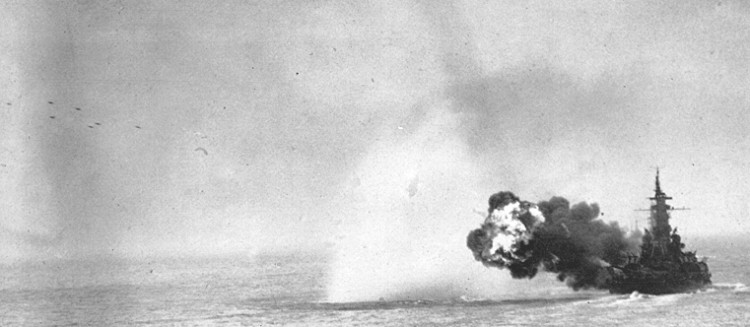
1945年8月9日，马萨诸塞号战列舰主炮齐射中。

在7月底8月初，舰队驶离日本海岸以躲避台风，并重新补给燃料和弹药。然后，舰队重新北上。8月9日、10日两天，舰载机主要袭击了在本州北部各机场中集结的日军飞机。舰载机飞行员们相信在行动中，他们共击毁约720架飞机。:331–332:226
同时，由于存在错误认识，即釜石制铁所并未遭严重破坏，舰队在9日再次炮击釜石。:219TU34.8.1负责执行此任务。除了7月炮击釜石的军舰外，还包括美国海军的波士顿号重巡洋舰、圣保罗号重巡洋舰，英国皇家海军的纽芬兰号轻巡洋舰、三艘T级驱逐舰，新西兰皇家海军的冈比亚号轻巡洋舰。:313:226
舰队在12時54分向市内的铁厂和船坞开火。炮击持续了近2小时，平均距离14000码。这次，舰队在釜石港前4次通场，共发射16英寸炮弹803发、8英寸炮弹1383发、6英寸炮弹733发。冈比亚号打出了本次行动的最后一发。期间，数架日军飞机一度逼近舰队，两架被盟军舰载机击落。本次炮击比7月份那次造成的破坏更大，日方损失了很大比例的生铁。:313:226:155本次炮击通过架设在衣阿华号甲板上天线实时在美国国内广播。盟军炮击还命中了釜石市内的一所战俘营，27名盟军战俘身亡。:209:262另有271名日本平民丧生。
英军舰队原计划在8月13日对一不明日本目标发起攻击，但因军舰机械故障和美军的核打击而作罢。:184至8月15日日本投降，盟军舰队都没有进行任何进一步行动。:227–228

## 影响

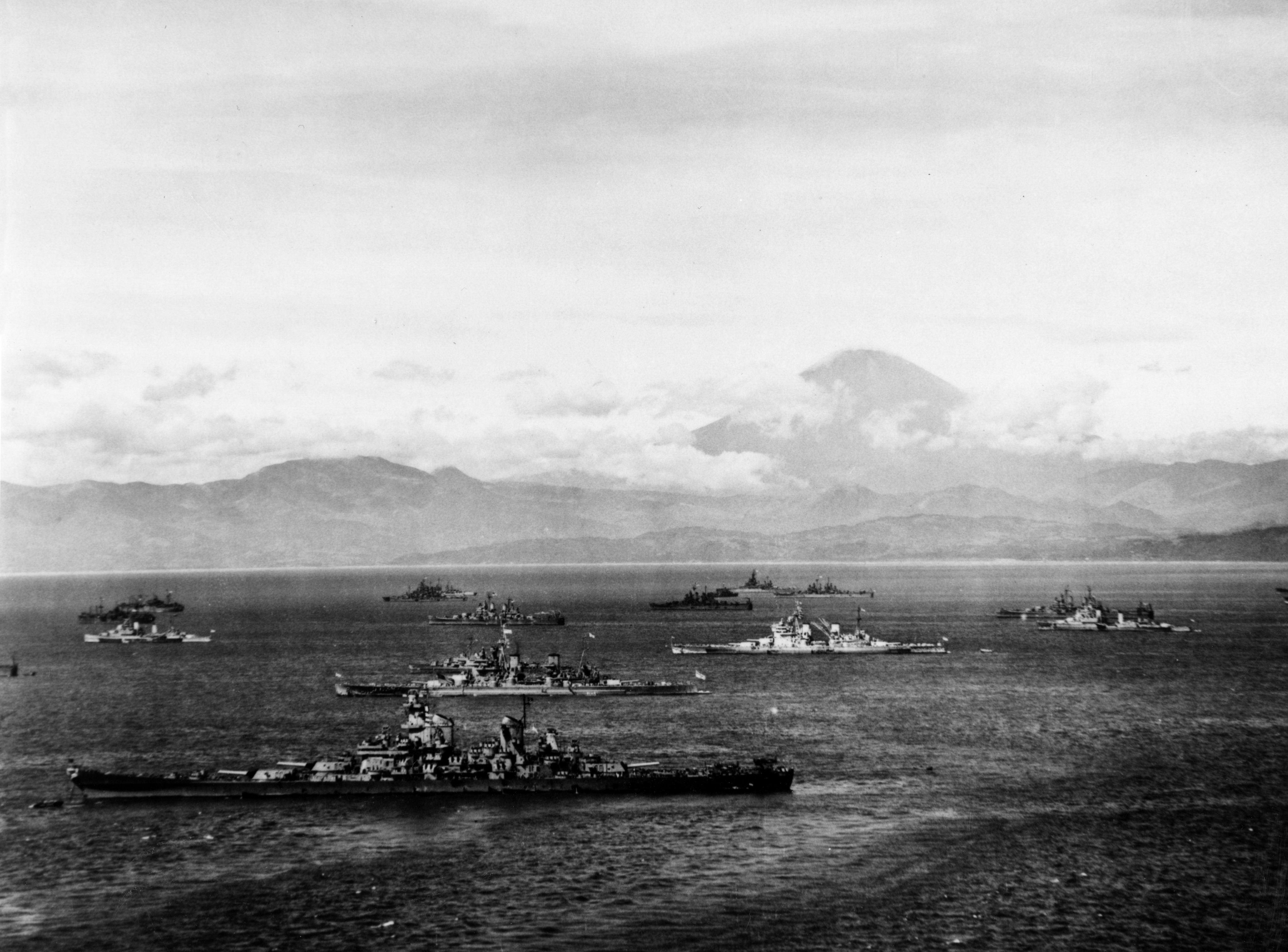
1945年8月28日，密苏里舰、科罗拉多舰、约克公爵舰、英王乔治五世舰及其他盟军战舰齐聚相模湾。

炮击成功地破坏了日本的钢铁工业。尽管其中一些被炮击的工厂随后以较低的生产率恢复生产，但是重要的釜石制铁所与轮西制铁所在七八月的炮击中均遭到极大破坏。在上述行动中，盟军军舰的精准炮击主要集中在对工厂持续生产至关重要的焦炉上。:231但是，战后的调查显示即使是16英寸的炮弹对工业设施的破坏也不如2000磅和1000磅的通用航弹来的大。这支持了麦凯恩中将的看法——即那些为舰队提供空中保护的飞机能比舰队本身造成更大的破坏。但同时美国战略轰炸调查团（USSBS）的调查报告认为考虑到参战舰队的低风险性，选择炮击仍然是合适的。:229
炮击行动也极大地影响了日方士气。数个在炮击中受损较轻的工厂随后却因旷工而造成了更大的产量下滑。但并非所有遭受炮击的工厂都出现了类似情况。与此同时，有两家工厂报告，炮击后工人士气有所提升。此外，相较于空袭，炮击没有预警而且持续时间更长。:229–230因此对于那些同时经历过盟军空袭和炮击的日本平民来说，炮击更令他们恐惧。同时，盟军军舰直接抵近日本海岸也让不少日本人相信他们已经战败。:158
在1949年，日方统计战时损失时将盟军炮击和除空袭之外的其他袭击方式合为一项。此项共造成3282人伤亡，占盟军在本土造成人员伤亡的0.5%。其中1739人死亡，1497人受伤。此外有46人失踪。:1–2

## 延伸阅读
- United States Strategic Bombing Survey Naval Analysis Division. . 1946  [2013-03-19]. （原始内容存档于2020-10-04）.